# インセクトロン
インセクトロン（Insecticons）は、『トランスフォーマー』シリーズに登場する昆虫型ロボット生命体。

## G1
『戦え!超ロボット生命体トランスフォーマー』、『トランスフォーマー ザ・ムービー』、および『トランスフォーマー2010』に登場したデストロン軍団が保有する独立部隊である。本体である3体と、無限に増殖するクローン軍団で構成される。

### 概要
『戦え!超ロボット生命体トランスフォーマー』第13話「リジェの裏切り / Tritor」より登場。
サイバトロン戦士とメガトロン / Megatron率いるデストロン軍団が覚醒する遥か以前に地球に到来した独立部隊で昆虫型ロボットに変形するトランスフォーマー。サンダークラッカー / Thundercrackerが言うには、メガトロン率いるデストロンが本家で彼らは分家である。
デストロンのメンバーがリーダーのメガトロンを「メガトロン様」と尊称で呼ぶのに対して、彼らは専ら「メガトロン（殿）」と呼び、同盟者として対等の立場（第53話「ブルーティカスの攻撃 / The Revenge of Bruticus」では「メガトロン様」と呼んでいた）で利害が一致した場合に協力し合ったり、エネルゴンキューブを報酬として作戦を請け負ったりする程度の関係に過ぎない。そのため、お互いが不都合な状況になると諍いを起こしてしまう。
小柄の体格として描かれているが雑食であらゆる物をエネルギーとして利用でき、エネルゴンキューブを単独で精製したり、エネルギーを多量に吸収して巨大化することが可能。この雑食性が裏目に出てしまい、体質に合わないエネルギーの摂取によってピンチに陥ったことがある（第21話「インセクトロン・シンドローム / The Incecticon Syndrome」）。再生能力が非常に高く、鉄の破片などに対してはシャープネル、キックバックの触角部分より発射されるエレクトロクローンビームを浴びせることにより、クローンを生成できる。クローンに複雑な思考能力はなく、本体である3体の命令で単純な動作を行う。この他、後期OPアニメでは溶岩の中で行動していた。
英語版における彼らの初登場は第64話「インセクトロンの謎 / A PLAGUE OF INSECTICONS」であるが、日本ではあるキャラクターが登場する関係で彼らの謎が終盤に明かされる形となった。
『ムービー』では同盟者ではなく、メガトロンの部下として彼の命令に対して忠実に従っており、負傷して打ち捨てられたところをユニクロン/Unicronによって、サイクロナスとスウィープス軍団として再生されるが、後のガラクタ惑星ジャンキオンでの戦いや『2010』で姿を見せていることから本体ではなく、クローンアーミーの可能性がある。

### メンバー
諜報工作兵キックバック / Kickback
声 - 石井敏郎、島香裕（13、21話）、江原正士（54話）/ ムービー、2010 - 塩屋翼 /英 - クライヴ・レヴィル
バッタに変形。キックと跳躍力、サブマシンガンを武器とする。
『ムービー』ではサイバトロンシティの壁を噛み破ろうとしたが、ホットロディマス/HotRodとチャー/Kupに轢き潰される。その後サイバトロンとの攻防で負傷し、セイバートロン星へ帰還する途中に宇宙へ放逐されるが、ユニクロンの手によりスカージ/Scourge（あるいはスウィープス部隊）として再生される。
設定上は、部隊のリーダーではあるが、本編ではあまりそういった面は強調されていない。
心理工作兵ボンブシェル / Bombshell
声 - 城山知馨夫 / 英 - マイケル・ベル
カブトムシ（海外版ではゾウムシ）に変形。設定の違いから日本版では「角」とされている部分が海外版では「口」に該当するため、そこから物を食べるシーンがある。他のメンバーとは異なる自身の角を模した形状の迫撃砲が武器で、そのビームガンから破壊された物体に付着し、再生させる光球も発射する。角からセレブロシェルを打ち込み、相手をコントロールする能力を持つが、セレブロシェルを破壊されるとダメージが自身に跳ね返る。セレブロシェルによる計略を練るなど部隊の中で冷静だが、シャープネルからは根が卑しいと言われている。またメカに詳しく、くの一ロボ・ナイトバードの体を改造強化してサイバトロンを襲わせたこともある。
『ムービー』では具体的に描写されなかったが、サイバトロンとの攻防で負傷、キックバックらとともに宇宙へ放逐されるが、ユニクロンによりサイクロナス/Cycronus（あるいは無敵艦隊の一員）として再生される。
『バイナルテック』では地球の企業を乗っ取り、デッドエンドのBT化を行わせた。
電子工作兵シャープネル / Shrapnel
声 - 江原正士、速水奨（13話）、塩屋翼（54話）、城山知馨夫（2010）/ ムービー - 石井敏郎 / 英 - ハル・ライリー
クワガタムシに変形。上記メンバーとは異なるソーラービームガンを使用し、雷を集積して自らの武器とするサンダーアタックが得意技。分裂して大量のスパイクを飛ばす鉄球を放つグレネードランチャーも装備。また大顎からは破壊光線やオーバーライトウェーブを発射し、オーバーライトウェーブで敵を操る能力も持つ。
『ムービー』ではチャーが弾道を反らしたブリッツウイングの砲撃を受ける。サイバトロンシティの壁を噛み破ろうとした際も、ホットロディマスとチャーに轢かれてしまう。その後の戦闘で負傷（トレーラーモードのコンボイに轢かれていた）し、キックバックらとともに宇宙へ放逐されるが、ユニクロンによりスカージ（あるいはスウィープス部隊）として再生する。ただしデストロンがジャンキオンを襲撃した際にも姿を見せている。
またサイバトロンシティの壁を噛み破るシーンで「夕べから下痢気味」（エネルギーの消化不良の例えと思われる）と本人が語っている。

### コミック版での活躍
テレビマガジン版トランスフォーマーの第3話ではエネルギー調査に来ていたところをサイバトロンに九州の阿蘇の火口に誘い込み、地雷の罠にかけるが、サイバトロンの4WDロボ（ハウンド、アウトバック、ウェーブ、ビーチコンバー）の合体攻撃の前に撤退する。

### 玩具
『ダイアクロン』シリーズ・昆虫ロボ、バッタス・カブトロン・クワガトラーの流用。TFでは「40~42」のナンバーを与えられ1985年10月に発売され、1986年12月には絶版となったが、1987年よりロボットポイントによる通販で海外版が再発売された。 
2004年9月『トランスフォーマー コレクション』にて3体セットで復刻され、胸のスペースに収納可能なエネルゴンキューブが付属。また、e-hobbySHOP限定でダイアクロンのころのカラーリンクで統一されたクローンアーミーが存在する。
海外展開のアクションマスターでのヨーロッパ展開ではボンブシェルのみが登場。クワガタに類似したニードラー/Needlerをパートナーとする。

#### その他の玩具
デストロン軍団22セット
セブンより発売された塩ビ人形セットに付属。
トランスフォーマー ロボットヒーローズ
ディフォルメタイプのフィギュア。海外名称のインセクティコン名義でシャープネルがロディマスとのセットで発売。

## デラックスインセクトロン
オーストリアのハズブロ社はタカトクトイスの『機甲虫隊ビートラス』の仕様変更品として『DXインセクトロン』を発売した。これはカブトムシ、バッタ、クワガタムシに加え蝉で構成されているが、カブトムシ、バッタ、クワガタムシに変形するものはインセクトロンとは姿が大きく異なる。また、色は実在する昆虫に合わせている。

### メンバー（デラックスインセクトロン）
海外展開の第二期パッケージの戦闘シーンのイラストでは、インセクトロンに加えて、DXインセクトロンも登場しており、スカイファイアーやダイノボットと戦うシーンが描かれた。
日本版では2008年のオメガ・スプリームが復刻された際にこのイラストが紹介された。UKコミック版では、ヴェノムとチョップショップのみが登場している。
設定上では、インセクトロンとは仲が悪い。
心理戦闘兵ヴェノム/VENOM
セミ（玩具ではツェツェバエ）に変形する。その鋭い口吻は強烈な毒針となっており、味方にさえ毒を盛る猜疑心の強い性格。
DXインセクトロンのリーダー。テックスペックでは地位の値が8で、キックバックよりも高い。
盗賊チョップショップ/CHOPSHOP
貪欲な盗人で、鋏状の角は鋼鉄も切断する。クワガタムシに変形。
射撃手バラージ/BARRAGE
残酷で無慈悲な性格。角と光子ソニックライフルが武器。カブトムシに変形する。
玩具ではチョップショップとランサックは変形機構は割とシャープネルとキックバックに近いが、バラージはボンブシェルとは変形機構がかなり異なる。
兵士ランサック/RANSACK
バッタに変形する。触角から電流を発する。単に争いだけを求める好戦的な性格。

## ビーストウォーズII
日本のオリジナル作品『ビーストウォーズII 超生命体トランスフォーマー』に登場。

### 概要（ビーストウォーズII）
初登場は第6話「古代遺跡のナゾ」。宇宙を渡り歩く傭兵部隊であり、同じく傭兵のオートローラーズとは宿敵同士である。ビッグモス（蚊）、パワーハッグ（ダンゴムシ） 、トンボット（トンボ）、マンティス（カマキリ）、ドリルナッツ（ゾウムシ）、シザーボーイ（ハサミムシ）の六人から成る。惑星ガイアで隠棲していたところ、デストロンに騙されてサイバトロンと対立したが、後に和解してサイバトロンに協力する。

### 玩具（ビーストウォーズII）
玩具は日本未発売であったビーストウォーズの昆虫型キャラクターの配色変更品。初期のカタログには海外版が掲載されている。国内では1998年6月にそれぞれ「C-17~22」のナンバーを与えられ発売。ドリルナッツ、シザーボーイを除いて、オートローラーズとのセット箱「VS-17 秘境の対決」「VS-18 重装甲の対決」「VS-19 成層圏の対決」「VS-20 円盤の対決」も発売されている。

## トランスフォーマー/リベンジ
『トランスフォーマー/リベンジ』では昆虫サイズの超小型兵士インセクティコン / Insecticonが登場。劇中ではサム・ウィトウィッキーたちが隠れた空き家に潜入したが、サムによって簡単に破壊された。
玩具展開では、派生シリーズ「オートボットアライアンス」から玩具が発売された。劇中では登場しなかったロボットモードへの変形が可能となっている。また、複葉機に変形するデラックスインセクトロンの一員と同じ名前のランサックが登場した。

## トランスフォーマー プライム
海外作品『超ロボット生命体 トランスフォーマー プライム』のシーズン2（第27話以降）から昆虫型ディセプティコンのインセクティコン / Insecticonが登場。

### 概要（トランスフォーマー プライム）
第28話から登場する。ヘラクレスオオカブトに似た形態へ変形する。同型の仲間が無数に存在しており群れで活動することが多い。
非常に獰猛な性質であり、トランスフォーマーというよりは猛獣として扱われることが多いが、人語を介し、集団で作戦行動を執る程度の知能は持っている。普段は蛹状のステイシスポッドで休眠しておりサイバトロン星に巣食っている他、ディセプティコンにより地球へ持ち込まれていた。馬や象にも似た、独特の雄叫びを挙げる。
武装は両腕のブラスターと鉤爪、ロボットモード時は胸部から副腕を伸ばして不意を突く他、ビーストモード（インセクトモード）時は角からビームを放つ。また、身体能力自体が非常に高く、一対一の格闘戦でならホイルジャックやメガトロンでさえ圧倒してみせるほどの実力を持っている。
元々がディセプティコンなので基本的にはメガトロンに忠実だが、エアラクニッドの配下になっていたこともある。
原語版ではセリフが少なく専ら雄叫びと唸り声を挙げている彼らであるが、日本語版では加藤賢崇が担当し、独自のセリフを加えつつ演じている。
ディセプティコン殲滅を目論むエアラクニッドの命令でネメシスを襲撃したが、エアラクニッドがステイシスポッドに閉じ込められたことによりディセプティコンへ帰属する。その後、他のディセプティコンたちと軋轢を起こしつつも戦力として活躍していたが、日本未放送のシーズン3『Beast Hunters（ビーストハンターズ）』第8話（第60話）にてエアラクニッドの復活を受けて再び洗脳され、ディセプティコンに反旗を翻すが、サウンドウェーブが出したグランドブリッジによってサイバトロン星近辺の小惑星帯へと放逐されてしまい、さらにテラーコン化したエアラクニッドにより食い殺されて全滅した。
ハードシェル / Hardshell
声 - 岩田光央 / 英 - デビッド・ケイ
第41話から第42話まで登場。インセクティコンたちの中でも一際知能が高いリーダー格。日本語版では他のインセクティコンから「親方（おやかた）」と慕われており、他のインセクティコンと同様に「ぶーん」を口癖にしている。
かつて多くのレッカーズ / Wreckersを屠ってきたと豪語する歴戦の猛者で、全身に無数の掻き傷がある。バルクヘッドとの初戦でも牙を一本へし折られ、以降そのままになっている。日本語版ではお茶目な面が目立つが（原語版では無し）、本性は極めて好戦的で目的達成のためならば手段を選ばない危険な性格である。しかもプライドが高く、インセクティコンを侮る者には仲間のディセプティコンであろうと容赦しない。
メガトロンから有毒エネルゴンである毒エネ（毒エネルゴン） / Tox-enを回収を命じられ、仲間のインセクティコンを率いてバルクヘッドと交戦。毒エネごと溶岩へ突き落とされたもののしぶとく生存し、背後からの砲撃でバルクヘッドに重傷を負わせた。
その後バルクヘッドの仇討ちのために現れたホイルジャックの挑戦を受けて交戦する。一時はその驚異的なパワーで圧倒し追い詰めたが、共にやって来ていたミコが操縦するスターハンマーのミサイルで胸部を撃ち抜かれて爆死し、遺体は灰色になった。
ハードシェルの名称はゲームTransformers:Fall of Cybertronに登場するインセクティコンから流用されたもので、本来はG1のボンブシェルに相当するキャラクターの名称だった。
ちなみに、かつてビーストウォーズにてデビッド・ケイが演じたビーストメガトロンの口癖を言うシーンがある（いわゆる楽屋オチ）。日本語版では岩田光央が演じているがこちらも日本語版ビーストウォーズのような独自のセリフ（宅配便の着払いのくだりや駄洒落など）が多く追加されており、好戦的な面とノリの軽さを併せ持ったユーモラスなキャラクターとなっている。ちなみに、ビーストウォーズリターンズにてジェットストームが言った駄洒落をそのまま言うシーンが存在する。

## Transformers:Fall of Cybertron
惑星サイバトロンの奥深くより機械生命体「インセクティコン」は住んでいて、ハードシェル/Hardshell・キックバック/Kickback・シャープショット/Sharpshotは他より機体性能が発達しておりロボット形態に変形出来る。が、ショックウェーブに超音波の周波数を通じて操られ、事実上ショックウェーブの私兵部隊となった。